# Ion (Platon)
Ion (în greacă veche Ἴων) este unul din cele mai scurte dialoguri scrise de Platon.
Dialogul face parte din operele de tinerețe ale filozofului atenian și tratează o temă care va mai reveni în opera sa: cea a legăturii dintre creator (în acest caz poet) și divinitate. Pentru că este în esență un tratat despre inspirația divină, Ion a avut o mare influență asupra gândirii estetice occidentale, influențând o serie de gânditori, de la Cicero (în Pro Archia), la poeții romantici. Cea mai cunoscută afirmație din dialog îi aparține lui Socrate, care - într-o discuție cu personajul eponim, Ion (un interpret antic al operei homerice), spune următoarele:
„Într-adevăr nu în virtutea unui meșteșug poeții epici, toți cei buni, dau glas tuturor acestor frumoase poeme, ci fiind pătrunși și de harul divin; la fel stau lucrurile și cu bunii poeți lirici: la fel cum cei cuprinși de frenezia coribantică nu sunt, când dansează, în mințile lor, tot așa nici poeții lirici nu sunt în mințile lor când alcătuiesc frumoasele lor cânturi, ci, de cum se cufundă în armonie și în ritm, ei sunt cuprinși de avânt bahic si, stăpâniți de el – asemenea bacantelor care, când sunt în stăpânirea lui, scot miere și lapte din râuri, nu însă și când se află în mințile lor – cu sufletul poeților lirici, după propria lor mărturie se petrece același lucru. Într-adevăr, nu ne spun oare poeții că își sorb cântările din unda izvoarelor de miere care curg în anume grădini și vâlcele ale Muzelor și ni le aduce nouă întocmai ca albinele, plutind și ei la fel în zbor? Și e adevărat ce spun: poetul e o făptură ușoară, înaripată și sacră, în stare să creeze ceva doar după ce-l pătrunde harul divin și își iese din sine, părăsit de judecată.”